# デスモコリン

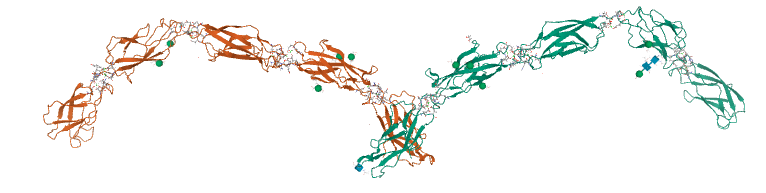
ヒトデスモコリン1細胞外ドメインの結晶構造、

デスモコリン（英: desmocollin）は、デスモソームの膜貫通構成要素となるデスモソームカドヘリンのサブファミリーの1つである。これらはデスモグレインと共発現し、細胞外での接着により隣接細胞を連結している。デスモソームカドヘリンの存在によって、デスモソームは多細胞生物の組織構造の完全性を維持する機能を果たすことができるようになる。

## 構造
デスモコリンタンパク質は、3種類が同定されている。
- デスモコリン1（英語版） - DSC1遺伝子にコードされる
- デスモコリン2（英語版） - DSC2遺伝子にコードされる
- デスモコリン3（英語版） - DSC3遺伝子にコードされる

各デスモコリン遺伝子は、長いaフォームと短いbフォームをコードしている。aフォームとbフォームは、C末端テールの長さが異なる。これらは選択的スプライシングによって形成される。
デスモコリンには4つの細胞外カドヘリン様ドメイン、1つの細胞外アンカードメイン、1つの細胞内アンカードメインが存在する。さらに、aフォームには細胞内カドヘリン様ドメインが存在し、プラコグロビンなど他のデスモソームタンパク質の結合部位となっている。

## 発現
デスモソームカドヘリンの発現パターンは組織特異的である。デスモコリン2とデスモグレイン2は結腸や心筋組織など、デスモソームを含むすべての組織にみられるのに対し、他のデスモソームカドヘリンは重層上皮組織に限定されている。
表皮では7種類のデスモソームカドヘリン全てが発現しているが、その発現は分化段階特異的である。デスモコリン2、3とデスモグレイン2、３は表皮下層で発現し、デスモコリン1、デスモグレイン1、4は表皮上層で発現している。デスモコリンとデスモグレインの双方について、同じ細胞内で異なるアイソフォームが発現しており、また1つのデスモソーム内にも複数のアイソフォームが含まれている。
デスモソームカドヘリンにこうした複数のアイソフォームが存在する理由は明確ではない。これらは接着性が異なっており、重層上皮内で異なる濃度で必要とされている可能性や、上皮の分化においてそれぞれが特異的な機能を果たしている可能性が考えられている。

## 疾患
デスモソームは細胞間接着に関与しており、心臓や皮膚組織の完全性に特に重要である。そのため、デスモコリン遺伝子の変異は機械的ストレスを受ける細胞の接着、特に心筋細胞やケラチノサイトの接着に影響をもたらす。デスモコリン遺伝子の変異と関連した遺伝疾患には、掌蹠角化症、ナクソス病、不整脈原性右室心筋症などがある。
また、デスモソームカドヘリンに対する自己免疫が不整脈原性右室心筋症と関連した心筋炎に寄与しており、抗デスモソームカドヘリン抗体が新たな治療標的となる可能性が示されている。